# Pozdravi
Pozdravi je kazališna predstava nastala 1974. godine u okviru Kazališne radionice Pozdravi, u režiji Ivice Boban. Premijerno je izvedena na festivalu Dani mladog teatra u Teatru &TD u Zagrebu, a potom i na Dubrovačkim ljetnim igrama. Predstava se temelji na motivima dramskog pisca Eugènea Ionesca, a oblikovana je kroz radionički proces i improvizaciju izvođača.
Predstava je doživjela međunarodni uspjeh te je izvedena više od 500 puta u preko 100 gradova, uključujući nastupe na više od 40 kazališnih festivala.

## Glumci (1974.)
Mladen Vasary

Željko Vukmirica

Darko Srića